# Men Universe Model
Men Universe Model (tiếng Việt: Nam vương Người mẫu Hoàn vũ; trước đây được gọi là Mister Universe Model từ năm 2008–2012) là cuộc thi dành cho nam giới lớn trên thế giới. Cuộc thi này được tổ chức từ năm 2008 diễn ra tại Cộng hòa Dominica.

## Người giữ danh hiệu
| Lần thứ | Năm  | Men Universe Model                        | Á vương                            | Á vương                                     | Á vương                                 | Á vương                                 | Nơi tổ chức                                   | Số thí sinh | T.k.          |
| Lần thứ | Năm  | Men Universe Model                        | 1                                  | 2                                           | 3                                       | 4                                       | Nơi tổ chức                                   | Số thí sinh | T.k.          |
| ------- | ---- | ----------------------------------------- | ---------------------------------- | ------------------------------------------- | --------------------------------------- | --------------------------------------- | --------------------------------------------- | ----------- | ------------- |
| 1       | 2008 | Iván Cabrera Trigo · Tây Ban Nha          | Philipp Holl · Đức                 | Steve Otis · Hoa Kỳ                         | Antono Savarese · Ý                     | Patrick Cobbett · Panama                | Santo Domingo, Cộng hòa Dominica              | 21          | [ 1 ] [ 2 ]   |
| 2       | 2009 | Joshua Day · Hoa Kỳ                       | Robinson Tajmuch Poblete · Chile   | Francesco Allegra · Ý                       | Mahmud Jan · Afghanistan                | Luis Moreta Abreu · Cuba                | Punta Cana, Cộng hòa Dominica                 | 24          | [ 3 ] [ 4 ]   |
| 3       | 2010 | Tarik Kaljanac · Bosna và Hercegovina     | Leo Opazo Becerra · Chile          | Tuur Roels · Bỉ                             | Edgar Moreno Muñoz · Venezuela          | Christos Christodoulides · Síp          | Punta Cana, Cộng hòa Dominica                 | 33          | [ 5 ] [ 6 ]   |
| 4       | 2011 | Juan Pablo Gómez · Venezuela              | Antonio Duarte · Cộng hòa Dominica | David Florentin · Luxembourg                | Nelson Gutiérrez Cuellar · Bolivia      | Bojan Ilijanic · Slovenia               | Punta Cana, Cộng hòa Dominica                 | 42          | [ 7 ] [ 8 ]   |
| 5       | 2012 | Erick Jiménez Sabater · Cộng hòa Dominica | Miha Dragos · Slovenia             | Daniel Cajiao · Argentina                   | Nicolás Ferreiro Blasco · Tây Ban Nha   | Julio César Torres · Venezuela          | Santo Domingo, Cộng hòa Dominica              | 27          | [ 9 ] [ 10 ]  |
| 6       | 2013 | Rafael Armando Chavéz · Riviera Maya      | Gianni Sennesael · Bỉ              | Aziz Gueye · Sénégal                        | Alexis Jesús Descalzo · Perú            | Sergio Felipe Meléndez · México         | Santiago de los Caballeros, Cộng hòa Dominica | 29          | [ 11 ] [ 12 ] |
| 7       | 2014 | Bruno Fernandes Mooneyhan Silva · Brasil  | José Luis Fernandez · Venezuela    | José Enrique López Ramírez · Puerto Rico    | Juan Antonio Peña Jiménez · Tây Ban Nha | Andrea Gobbato · Ý                      | Santo Domingo, Cộng hòa Dominica              | 27          | [ 13 ]        |
| 8       | 2015 | Rogier Warnawa · Hà Lan                   | Ulysse Freitas · Thụy Sĩ           | Iulian Damaschin · România                  | Lauric López · Guyane thuộc Pháp        | Yovany Pérez Reyes · Tây Ban Nha        | Santo Domingo, Cộng hòa Dominica              | 35          | [ 14 ] [ 15 ] |
| 9       | 2016 | Marlon Stiven Polo Anaya · Panama         | Luis Domingo Baez · Venezuela      | Victor Manuel Alcantara · Cộng hòa Dominica | Michael Cheverez · Puerto Rico          | Jose Oswaldo Ramos · Colombia           | Punta Cana, Cộng hòa Dominica                 | 30          | [ 16 ] [ 17 ] |
| 10      | 2017 | Kevin Montes · Puerto Rico                | Jose Roberto Velasco · Bolivia     | Zamir Sierra Pedro · México                 | André Miguel Bernal · Cuba              | Juan Antonio Peña Jiménez · Tây Ban Nha | Punta Cana, Cộng hòa Dominica                 | 39          | [ 18 ] [ 19 ] |
| 11      | 2018 | Anthony Clarinda · Curaçao                | Sebastián Gasañol · Uruguay        | Jaime Betancourt · Venezuela                | Jason Brj · Tunisia                     | Bradley Zee · Hà Lan                    | Puerto Plata, Cộng hòa Dominica               | 36          | [ 20 ] [ 21 ] |
| 12      | 2019 | Jefferson Velasco · Bolivia               | Amaury Bent · Bỉ                   | Jean Ferrari · Brasil                       | Mac Mcadam · Thụy Sĩ                    | Ivan Rodriguez Junior · Nicaragua       | Puerto Plata, Cộng hòa Dominica               | 25          | [ 22 ] [ 23 ] |

### Số lần quốc gia chiến thắng
| Quốc gia             | Số lần chiến thắng | Năm  |
| -------------------- | ------------------ | ---- |
| Bolivia              | 1                  | 2019 |
| Curacao              | 1                  | 2018 |
| Puerto Rico          | 1                  | 2017 |
| Panama               | 1                  | 2016 |
| Hà Lan               | 1                  | 2015 |
| Brazil               | 1                  | 2014 |
| México               | 1                  | 2013 |
| Cộng hòa Dominican   | 1                  | 2012 |
| Venezuela            | 1                  | 2011 |
| Bosna và Hercegovina | 1                  | 2010 |
| Hoa Kỳ               | 1                  | 2009 |
| Tây Ban Nha          | 1                  | 2008 |